# Marcel Salathé
Marcel Salathé, né en 1975 à Bâle, est un épidémiologiste numérique suisse. 
Il est professeur associé à l'École polytechnique fédérale de Lausanne depuis 2015, directeur du labo d'épidémiologie numérique, basé sur le campus de Genève de l'EPFL et codirecteur du Centre Intelligence artificielle.
Durant la première année de la pandémie de Covid-19, Salathé a été le scientifique le plus cité dans les médias suisses.

## Biographie

### Origines et famille
Marcel Salathé naît en 1975 à Bâle, ville où il passe son enfance.
Son père est inspecteur de police ; sa mère, vendeuse,.
Il est marié à la biologiste marine puis vinificatrice Rahel Salathé et père deux enfants,. Ils vivent à Denges, dans le canton de Vaud.

### Études et parcours professionnel
Marcel Salathé étudie la biologie à l'Université de Bâle, où il obtient master en 2002. En 2007, il obtient un doctorat en biologie et sciences de l'environnement à l'École polytechnique fédérale de Zurich sur la génétique des populations et la biologie évolutive dans le groupe de Sebastian Bonhoeffer, où il poursuit ensuite des études postdoctorales pendant un an. 
En 2008, Salathé a reçu une bourse de la Société pour la Science Branco Weiss. La même année, il rejoint le groupe de Marcus Feldman à l'université Stanford en tant que chercheur post-doctoral,. En 2010, il devient professeur adjoint au Centre de dynamique des maladies infectieuses de l'université d'État de Pennsylvanie.
En 2015, il a été nommé professeur associé à l'école polytechnique fédérale de Lausanne (EPFL) avec une double nomination à la School of Computer and Communication Sciences et à la School of Life Sciences, où il agit en tant que directeur fondateur du laboratoire d'épidémiologie numérique. En 2016, il a fondé la EPFL Extension School, l'école en ligne de l'EPFL pour les compétences numériques appliquées, et en est depuis le directeur académique.
Au cours de la pandémie de COVID-19, Salathé s'est fait connaître d'un plus large public principalement par de multiples apparitions à la télévision suisse, aux médias, et dans des conférences publiques,,. En novembre 2020, il est nommé directeur du comité de pilotage du programme national de recherche suisse COVID-19.
En février 2021, il cofonde un lobby numérique CH++

### Autres activités
Pendant sa jeunesse, il est claviériste du groupe de rock Phébus (de).

## Recherche
Salathé s'intéresse aux problèmes épidémiologiques, notamment aux réseaux de contacts. Il analyse les flux de données numériques (par exemple Twitter ou les téléphones portables) afin d'obtenir des informations épidémiologiques,. Il est l'auteur principal de l'article Digital Epidemiology publié en 2012 introduisant le terme épidémiologie numérique (e-épidémiologie). Ces dernières années, ses recherches ont commencé à se concentrer sur l'épidémiologie nutritionnelle, en utilisant des outils numériques et basés sur l'intelligence artificielle pour permettre un suivi alimentaire à haute résolution dans des cohortes médicales,.
Depuis la pandémie de COVID-19, son travail s'est également concentré sur la recherche numérique des contacts. Il a été membre du groupe développant l'algorithme de Decentralized Privacy-Preserving Proximity Tracing et le responsable scientifique de l'application pour téléphone mobile SwissCovid lancée par l'administration fédérale suisse. Cette dernière est la première application numérique de recherche de contacts développée par un gouvernement qui utilise le système de notification d'exposition de Google/ Apple (GAEN).

## Critiques
Les activités de Marcel Salathé en dehors de l'EPFL, y compris son engagement  et lobby politique au sein de CH++ et son implication dans d'autres projets, ont  suscité des préoccupations quant à son engagement envers son employeur. Les tensions et les préoccupations croissantes ont finalement conduit à l'annulation de l'événement qu'il avait créé, les Applied Machine Learning Days en 2023. , Cependant, les conférences reprennent en 2024 . Il est destitué de son poste de directeur de l'Extension School en 2022.

## Distinctions
De 2008 à 2013, Salathé a été un Branco Weiss Society in Science Fellow et en 2018, puis en 2020, il a été nommé Switzerland Digital Shaper,.
En 2020, il intègre de la Swiss National COVID-19 Science Task Force, du conseil consultatif scientifique Corona du Conseil fédéral et des cantons. Il préside le groupe d'experts en épidémiologie numérique. Il démissionne en février 2021.
En novembre 2020, Salathé a été nommé président du comité de pilotage du Fonds national suisse de la recherche scientifique (FSN) pour le programme national de recherche "Covid-19".
Il est cofondateur de la startup AIcrowd qui entretient une plateforme de collaboration pour data scientist spécialisée dans le crowdsourcing de solutions intelligence artificielle (AI).

## Publications
- (en) Sharada P. Mohanty, David P. Hughes et Marcel Salathé, « Using Deep Learning for Image-Based Plant Disease Detection », Frontiers in Plant Science, vol. 7,‎ 2016, p. 1419 (ISSN 1664-462X, PMID 27713752, PMCID 5032846, DOI 10.3389/fpls.2016 .01419, arXiv 1604.03169).
- (en) Marcel Salathé, Maria Kazandjieva, Jung Woo Lee, Philip Levis, Marcus W. Feldman et James H. Jones, « Un réseau de contacts humains à haute résolution pour la transmission des maladies infectieuses », Proceedings of the National Academy of Sciences, vol. 107, no 51,‎ 21 décembre 2010, p. 22020-22025 (ISSN 0027-8424, PMID 21149721, PMCID 3009790, DOI 10.1073/pnas.1009094108, Bibcode 2010PNAS..10722020S, arXiv 1006.4622).
- (en) Marcel Salathé et Shashank Khandelwal, « Assessing Vaccination Sentiments with Online Social Media : Implications pour la dynamique et le contrôle des maladies infectieuses », PLOS Computational Biology, vol. 7, no 10,‎ 13 octobre 2011, e1002199 (ISSN 1553-7358, PMID 22022249, DOI 10.1371/journal.pcbi.1002199, Bibcode 2011PLSCB...7E2199S, arXiv 1105.4502, S2CID 966975).
- (en) Marcel Salathé, Christian L. Althaus, Nanina Anderegg, Daniele Antonioli, Tala Ballouz, Edouard Bugnion, Srjan Capkun, Dennis Jackson, Sang- Il Kim, James Larus et Nicola Low, « Early Evidence of Effectiveness of Digital Contact Tracing for SARS-CoV-2 in Switzerland », MedRxiv,‎ 9 septembre 2020, p. 2020.09.07.20189274 (DOI 10.1101/2020.09.07.20189274 , S2CID 221552302, https : //www. medrxiv.org/content/10.1101/2020.09.07.20189274v1).